# フサイチソニック
フサイチソニックは日本の競走馬、種牡馬。おもな勝鞍は神戸新聞杯。「未完の大器」「世紀末のクラシック世代における幻の最強馬」と評されることがある。

## 戦績
当初は田原成貴厩舎に所属していたが、同期生フサイチゼノンを巡るトラブルが原因でオーナーとの関係が悪化したため、デビュー前の2000年5月28日に松田国英厩舎に転厩した。
デビューは遅く、7月2日阪神競馬場の4歳未勝利戦で3着。2戦目は2着で、3戦目にして初勝利を挙げる。その後知床特別、HTB賞と条件戦を連勝する。
そして夏の上がり馬として注目された神戸新聞杯では、同年のダービー馬アグネスフライト、皐月賞馬のエアシャカールらを抑え、重賞初挑戦にして重賞初勝利を挙げる。
その後天皇賞（秋）を目標に調整されていたが、左前浅屈腱炎を発症。翌年2月18日付けで登録を抹消する。

## 競走成績
以下の内容は、netkeiba.comおよびJBISサーチに基づく。
| 年月日 | 年月日 | 年月日 | 競馬場 | 競走名     | 格  | 頭 数 | 枠 番 | 馬 番 | オッズ （人気） | 着順 | 騎手     | 斤量 | 距離（馬場）  | タイム （上り3F） | タイム 差 | 勝ち馬/（2着馬）       |
| 2000   | 7.     | 2      | 阪神   | 4歳未勝利  |     | 15    | 5     | 9     | 7.5（3人）      | 3着  | 安藤勝己 | 55   | ダ1400m（良） | 1:26.1 (37.9)     | 1.0       | テンザンデヘア         |
|        | 7.     | 8      | 阪神   | 4歳未勝利  |     | 15    | 2     | 3     | 1.5（1人）      | 2着  | 安藤勝己 | 55   | ダ1200m（良） | 1:13.7 (38.2)     | 0.2       | サワヤカスズカ         |
|        | 7.     | 23     | 小倉   | 4歳未勝利  |     | 12    | 2     | 2     | 1.6（1人）      | 1着  | 和田竜二 | 55   | 芝2000m（良） | 1:50.2 (35.6)     | -0.6      | （スパインスピリット） |
|        | 8.     | 20     | 札幌   | 知床特別   | 500 | 16    | 8     | 15    | 7.9（4人）      | 1着  | 四位洋文 | 55   | 芝2000m（良） | 2:01.1 (35.5)     | -0.1      | （アドマイヤボス）     |
|        | 9.     | 3      | 札幌   | HTB賞      | 900 | 13    | 7     | 11    | 2.2（1人）      | 1着  | 松永幹夫 | 55   | 芝2000m（稍） | 2:03.6 (37.5)     | 0.0       | （タマモヒビキ）       |
|        | 9.     | 24     | 阪神   | 神戸新聞杯 | GII | 12    | 7     | 10    | 6.8（3人）      | 1着  | 四位洋文 | 56   | 芝2000m（良） | 2:01.6 (34.9)     | -0.3      | （アグネスフライト）   |

## 引退後
競走馬引退後は種牡馬となり当初は社台スタリオンステーションで繋養されていたが、2003年にレックススタッドへ移動。2007年からは十勝軽種馬農協種馬場で繋養されていた。産駒はドリームフライトがオープン級にまで出世し、中央競馬で勝ち上がった産駒を複数出しているが、今のところ目立った産駒は出ていない。2010年の種付けシーズン終了後に種牡馬を引退。その後は十勝軽種馬農協種馬場の管理人が所有する中川郁夫牧場で余生を送ったあと、2019年7月1日に十勝軽種馬農協種馬場に移動している。

## 血統表
| フサイチソニックの血統（ダンジグ系 / Natalma4×4=12.50%、Ribot4×5=9.38%） | フサイチソニックの血統（ダンジグ系 / Natalma4×4=12.50%、Ribot4×5=9.38%） | フサイチソニックの血統（ダンジグ系 / Natalma4×4=12.50%、Ribot4×5=9.38%） | （血統表の出典）      | （血統表の出典） |
| 父 *デインヒル Danehill 1986 鹿毛 アメリカ                               | 父の父Danzig 1977 鹿毛 アメリカ                                          | Northern Dancer                                                          | Nearctic              | Nearctic         |
| 父 *デインヒル Danehill 1986 鹿毛 アメリカ                               | 父の父Danzig 1977 鹿毛 アメリカ                                          | Northern Dancer                                                          | Natalma               |                  |
| 父 *デインヒル Danehill 1986 鹿毛 アメリカ                               | 父の父Danzig 1977 鹿毛 アメリカ                                          | Pas de Nom                                                               | Admiral's Voyage      | Admiral's Voyage |
| 父 *デインヒル Danehill 1986 鹿毛 アメリカ                               | 父の父Danzig 1977 鹿毛 アメリカ                                          | Pas de Nom                                                               | Petitioner            |                  |
| 父 *デインヒル Danehill 1986 鹿毛 アメリカ                               | 父の母Razy Ana 1981 黒鹿毛 アメリカ                                      | His Majesty                                                              | Ribot                 | Ribot            |
| 父 *デインヒル Danehill 1986 鹿毛 アメリカ                               | 父の母Razy Ana 1981 黒鹿毛 アメリカ                                      | His Majesty                                                              | Flower Bowl           |                  |
| 父 *デインヒル Danehill 1986 鹿毛 アメリカ                               | 父の母Razy Ana 1981 黒鹿毛 アメリカ                                      | Spring Adieu                                                             | Buckpasser            | Buckpasser       |
| 父 *デインヒル Danehill 1986 鹿毛 アメリカ                               | 父の母Razy Ana 1981 黒鹿毛 アメリカ                                      | Spring Adieu                                                             | Natalma               |                  |
| 母 *パッショナリアII Passionaria 1986 鹿毛 フランス                      | 母の父Beldale Flutter 1978 鹿毛 アメリカ                                 | Accipiter                                                                | Damascus              | Damascus         |
| 母 *パッショナリアII Passionaria 1986 鹿毛 フランス                      | 母の父Beldale Flutter 1978 鹿毛 アメリカ                                 | Accipiter                                                                | Kingsland             |                  |
| 母 *パッショナリアII Passionaria 1986 鹿毛 フランス                      | 母の父Beldale Flutter 1978 鹿毛 アメリカ                                 | Flitter Flutter                                                          | Cohoes                | Cohoes           |
| 母 *パッショナリアII Passionaria 1986 鹿毛 フランス                      | 母の父Beldale Flutter 1978 鹿毛 アメリカ                                 | Flitter Flutter                                                          | Ellerslie             |                  |
| 母 *パッショナリアII Passionaria 1986 鹿毛 フランス                      | 母の母Djallybrook 1975 鹿毛 フランス                                     | Djakao                                                                   | Tanerko               | Tanerko          |
| 母 *パッショナリアII Passionaria 1986 鹿毛 フランス                      | 母の母Djallybrook 1975 鹿毛 フランス                                     | Djakao                                                                   | Diagonale             |                  |
| 母 *パッショナリアII Passionaria 1986 鹿毛 フランス                      | 母の母Djallybrook 1975 鹿毛 フランス                                     | Hollybrook                                                               | Klairon               | Klairon          |
| 母 *パッショナリアII Passionaria 1986 鹿毛 フランス                      | 母の母Djallybrook 1975 鹿毛 フランス                                     | Hollybrook                                                               | La VagabondeF-No. 9-f |                  |